# Fédération des syndicats de salariés de Monaco
 (mars 2018).
La Fédération des syndicats de salariés de Monaco, abrégé F2SM, est une fédération syndicale dont les statuts ont été publiés au Journal officiel le 28 décembre 2012 à Monaco,,.
Le droit syndical et le droit de grève ont été reconnus comme droit et liberté fondamentale en 1962 dans l'article 28 de la Constitution de Monaco.
Le droit du travail monégasque est proche du droit français.
Les conflits individuels et collectifs du travail sont traités par le Tribunal du travail dont l'organisation est similaire à celle des Conseils de prud'hommes français.

## Organigramme
Le président d'honneur et fondateur est Jean-Luc Cloupet.